# Macbeth (téléfilm, 2001)
Pour les articles homonymes, voir Macbeth.
Pour plus de détails, voir Fiche technique et Distribution.
Macbeth est un téléfilm britannique, réalisé par Gregory Doran en 2001.

## Fiche technique
- Titre original : Macbeth
- Pays d'origine :  Royaume-Uni
- Année : 2001
- Réalisation : Gregory Doran
- Histoire : William Shakespeare, d'après sa pièce éponyme
- Société de production : "Illuminations"
- Société de distribution : Royal Shakespeare Company (DVD au Royaume-Uni)
- Direction artistique : James Hendy
- Musique : Adrian Lee
- Photographie : Ernest Vincze
- Langue : anglais
- Format : Couleur
- Genre : drame
- Durée : 132 minutes
- Dates de diffusion :

## Distribution
- Antony Sher : Macbeth
- Harriet Walter : Lady Macbeth
- Nigel Cooke : Macduff
- Ken Bones : Banquo
- Stephen Noonan : Porter
- Diane Beck : Lady Macduff /  une sorcière
- Richard Armitage : Angus
- Graeme Flynn : Jeune Macduff